# Oscar för bästa sång
Nedan följer en lista över vinnare och nominerade av en Oscar för Bästa sång (Academy Award for Best Original Song). Priset har delats ut i den här kategorin sedan den sjunde Oscarsgalan.
Vinnare presenteras överst i fetstil och gul färg, och övriga nominerade följer efter. Året avser det år som filmerna hade premiär i USA, varpå filmerna tilldelades priset på galan året därpå.

## Vinnare och nominerade

### 1930-talet
| År                                                 | Sång / Film                                                | Låtskrivare                                               |
| 1934 (7:e)                                         |                                                            |                                                           |
| -------------------------------------------------- | ---------------------------------------------------------- | --------------------------------------------------------- |
| 1934 (7:e)                                         | "The Continental" – Continental                            | Musik: Con Conrad · Text: Herb Magidson                   |
| 1934 (7:e)                                         | "Carioca" – Flyg med till Rio                              | Musik: Vincent Youmans · Text: Edward Eliscu och Gus Kahn |
| 1934 (7:e)                                         | "Love in Bloom" – Hon älskar mig ej                        | Musik: Ralph Rainger · Text: Leo Robin                    |
| 1935 (8:e)                                         |                                                            |                                                           |
| "Lullaby of Broadway" – Gold Diggers 1936          | Musik: Harry Warren · Text: Al Dubin                       |                                                           |
| "Cheek to Cheek" – Top Hat                         | Musik och Text: Irving Berlin                              |                                                           |
| "Lovely to Look at" – Roberta                      | Musik: Jerome Kern · Text: Dorothy Fields och Jimmy McHugh |                                                           |
| 1936 (9:e)                                         |                                                            |                                                           |
| "The Way You Look Tonight" – Dansen går            | Musik: Jerome Kern · Text: Dorothy Fields                  |                                                           |
| "A Melody from the Sky" – Sången om skogarnas folk | Musik: Louis Alter · Text: Sidney D. Mitchell              |                                                           |
| "Did I Remember" – Suzy                            | Musik: Walter Donaldson · Text: Harold Adamson             |                                                           |
| "I've Got You Under My Skin" – Mitt liv är en dans | Musik och Text: Cole Porter                                |                                                           |
| "Pennies from Heaven" – Pengar från skyn           | Musik: Arthur Johnston · Text: Johnny Burke                |                                                           |
| "When Did You Leave Heaven" – Sing Baby, Sing      | Musik: Richard A. Whiting · Text: Walter Bullock           |                                                           |
| 1937 (10:e)                                        |                                                            |                                                           |
| "Sweet Leilani" – Hawaiinätter                     | Musik och Text: Harry Owens                                |                                                           |
| "Remember Me" – Mr. Dodd Takes the Air             | Musik: Harry Warren · Text: Al Dubin                       |                                                           |
| "That Old Feeling" – Manhattan cocktail            | Musik: Sammy Fain · Text: Lew Brown                        |                                                           |
| "They Can't Take That Away from Me" – Får jag lov? | Musik: George Gershwin · Text: Ira Gershwin                |                                                           |
| "Whispers in the Dark" – Artister och modeller     | Musik: Friedrich Hollaender · Text: Leo Robin              |                                                           |
| 1938 (11:e)                                        |                                                            |                                                           |
| "Thanks for the Memory" – Radioparaden 1938        | Musik: Ralph Rainger · Text: Leo Robin                     |                                                           |
| "A Mist Over the Moon" – The Lady Objects          | Musik: Ben Oakland · Text: Oscar Hammerstein II            |                                                           |
| "Always and Always" – Mannekäng                    | Musik: Edward Ward · Text: Chet Forrest och Bob Wright     |                                                           |
| "Change Partners" – Vi ses igen!                   | Musik och Text: Irving Berlin                              |                                                           |
| "Dust" – En cowboy i Washington                    | Musik och Text: Johnny Marvin                              |                                                           |
| "Jeepers Creepers" – Hoppla vi rider!              | Musik: Harry Warren · Text: Johnny Mercer                  |                                                           |
| "Merrily We Live" – Gentleman på luffen            | Musik: Phil Charig · Text: Arthur Quenzer                  |                                                           |
| "My Own" – Första svärmeriet                       | Musik: Jimmy McHugh · Text: Harold Adamson                 |                                                           |
| "Now It Can Be Told" – Alexanders ragtime band     | Musik och Text: Irving Berlin                              |                                                           |
| "The Cowboy and the Lady" – En cowboy och en lady  | Musik: Lionel Newman · Text: Arthur Quenzer                |                                                           |
| 1939 (12:e)                                        |                                                            |                                                           |
| "Over the Rainbow" – Trollkarlen från Oz           | Musik: Harold Arlen · Text: E.Y. Harburg                   |                                                           |
| "Faithful Forever" – Gullivers resor               | Musik: Ralph Rainger · Text: Leo Robin                     |                                                           |
| "I Poured My Heart Into a Song" – Andra fiolen     | Musik och Text: Irving Berlin                              |                                                           |
| "Wishing" – Det handlar om kärlek...               | Musik och Text: Buddy G. DeSylva                           |                                                           |

### 1940-talet
| År                                                                 | Sång / Film                                              | Låtskrivare                                  |
| 1940 (13:e)                                                        |                                                          |                                              |
| ------------------------------------------------------------------ | -------------------------------------------------------- | -------------------------------------------- |
| 1940 (13:e)                                                        | "When You Wish upon a Star" – Pinocchio                  | Musik: Leigh Harline · Text: Ned Washington  |
| 1940 (13:e)                                                        | "Down Argentine Way" – Dansa, senorita!                  | Musik: Harry Warren · Text: Mack Gordon      |
| 1940 (13:e)                                                        | "I'd Know You Anywhere" – You'll Find Out                | Musik: Jimmy McHugh · Text: Johnny Mercer    |
| 1940 (13:e)                                                        | "It's a Blue World" – I rytmens virvlar                  | Musik och Text: Chet Forrest och Bob Wright  |
| 1940 (13:e)                                                        | "Love of My Life" – Dans efter noter                     | Musik: Artie Shaw · Text: Johnny Mercer      |
| 1940 (13:e)                                                        | "Only Forever" – Tidens melodi                           | Musik: James V. Monaco · Text: Johnny Burke  |
| 1940 (13:e)                                                        | "Our Love Affair" – Vi jazzkungar                        | Musik och Text: Roger Edens och George Stoll |
| 1940 (13:e)                                                        | "Waltzing in the Clouds" – Vårparaden                    | Musik: Robert Stolz · Text: Gus Kahn         |
| 1940 (13:e)                                                        | "Who Am I?" – Hit Parade of 1941                         | Musik: Jule Styne · Text: Walter Bullock     |
| 1941 (14:e)                                                        |                                                          |                                              |
| "The Last Time I Saw Paris" – Lätt på foten                        | Musik: Jerome Kern · Text: Oscar Hammerstein II          |                                              |
| "Baby Mine" – Dumbo                                                | Musik: Frank Churchill · Text: Ned Washington            |                                              |
| "Be Honest with Me" – Ridin' on a Rainbow                          | Musik och Text: Gene Autry och Fred Rose                 |                                              |
| "Blues in the Night" – Blues in the Night                          | Musik: Harold Arlen · Text: Johnny Mercer                |                                              |
| "Boogie Woogie Bugle Boy" – Kompaniets olycksfåglar                | Musik: Hugh Prince · Text: Don Raye                      |                                              |
| "Chattanooga Choo Choo" – Glädjens serenad                         | Musik: Harry Warren · Text: Mack Gordon                  |                                              |
| "Dolores" – Las Vegas Nights                                       | Musik: Louis Alter · Text: Frank Loesser                 |                                              |
| "Out of the Silence" – All-American Co-Ed                          | Musik och Text: Lloyd B. Norlin                          |                                              |
| "Since I Kissed My Baby Goodbye" – Bröllopsdansen                  | Musik och Text: Cole Porter                              |                                              |
| 1942 (15:e)                                                        |                                                          |                                              |
| "White Christmas" – Värdshuset Fritiden                            | Musik och Text: Irving Berlin                            |                                              |
| "Always in My Heart" – Alltid i mitt hjärta                        | Musik: Ernesto Lecuona · Text: Kim Gannon                |                                              |
| "Dearly Beloved" – Bröllop i Buenos Aires                          | Musik: Jerome Kern · Text: Johnny Mercer                 |                                              |
| "How About You?" – Vi på Broadway                                  | Musik: Burton Lane · Text: Ralph Freed                   |                                              |
| "I've Heard That Song Before" – Youth on Parade                    | Musik: Jule Styne · Text: Sammy Cahn                     |                                              |
| "(I've Got a Gal In) Kalamazoo" – Orkesterfruar                    | Musik: Harry Warren · Text: Mack Gordon                  |                                              |
| "Love Is a Song" – Bambi                                           | Musik: Frank Churchill · Text: Larry Morey               |                                              |
| "Pennies for Peppino" – Flying with Music                          | Musik: Edward Ward · Text: Chet Forrest och Bob Wright   |                                              |
| "Pig Foot Pete" – Galopperande flugan                              | Musik: Gene de Paul · Text: Don Raye                     |                                              |
| "There's a Breeze on Lake Louise" – The Mayor of 44th Street       | Musik: Harry Revel · Text: Mort Greene                   |                                              |
| 1943 (16:e)                                                        |                                                          |                                              |
| "You'll Never Know" – Hallå, Frisco!                               | Musik: Harry Warren · Text: Mack Gordon                  |                                              |
| "Change of Heart" – Schlager-paraden                               | Musik: Jule Styne · Text: Harold Adamson                 |                                              |
| "Happiness is a Thing Called Joe" – Svart extas                    | Musik: Harold Arlen · Text: Yip Harburg                  |                                              |
| "My Shining Hour" – Upp i det blå                                  | Musik: Harold Arlen · Text: Johnny Mercer                |                                              |
| "Saludos Amigos" – Kalle Anka och Långben i Sydamerika             | Musik: Charles Wolcott · Text: Ned Washington            |                                              |
| "Say a Prayer for the Boys Over There" – Din för alltid            | Musik: Jimmy McHugh · Text: Herb Magidson                |                                              |
| "That Old Black Magic" – Stjärnbaneret                             | Musik: Harold Arlen · Text: Johnny Mercer                |                                              |
| "They're Either Too Young or Too Old" – Tacka din lyckliga stjärna | Musik: Arthur Schwartz · Text: Frank Loesser             |                                              |
| "We Mustn't Say Good Bye" – Den stora stjärnparaden                | Musik: James V. Monaco · Text: Al Dubin                  |                                              |
| "You'd Be So Nice to Come Home To" – Skräll på Broadway            | Musik och Text: Cole Porter                              |                                              |
| 1944 (17:e)                                                        |                                                          |                                              |
| "Swinging on a Star" – Vandra min väg                              | Musik: Jimmy Van Heusen · Text: Johnny Burke             |                                              |
| "I Couldn't Sleep a Wink Last Night" – Säg det med musik           | Musik: Jimmy McHugh · Text: Harold Adamson               |                                              |
| "I'll Walk Alone" – Hollywood dansar och ler                       | Musik: Jule Styne · Text: Sammy Cahn                     |                                              |
| "I'm Making Believe" – Benny kommer till stan                      | Musik: James V. Monaco · Text: Mack Gordon               |                                              |
| "Long Ago (and Far Away)" – Omslagsflickan                         | Musik: Jerome Kern · Text: Ira Gershwin                  |                                              |
| "Now I know" – Med flickor i lasten                                | Musik: Harold Arlen · Text: Ted Koehler                  |                                              |
| "Remember Me to Carolina" – Minstrel Man                           | Musik: Harry Revel · Text: Paul Francis Webster          |                                              |
| "Rio de Janeiro" – Brazil                                          | Musik: Ary Barroso · Text: Ned Washington                |                                              |
| "Silver Shadows and Golden Dreams" – Lady, Let's Dance             | Musik: Lew Pollack · Text: Charles Newman                |                                              |
| "Too Much in Love" – Song of the Open Road                         | Musik: Walter Kent · Text: Kim Gannon                    |                                              |
| "The Trolley Song" – Vi mötas i St. Louis                          | Musik: Ralph Blane · Text: Hugh Martin                   |                                              |
| "Sweet Dreams Sweetheart" – Hollywood Canteen                      | Musik: Maurice K. Jerome · Text: Ted Koehler             |                                              |
| 1945 (18:e)                                                        |                                                          |                                              |
| "It Might as Well Be Spring" – Vår i luften                        | Musik: Richard Rodgers · Text: Oscar Hammerstein         |                                              |
| "Ac-Cent-Tchu-Ate the Positive" – Flottans farliga flickor         | Musik: Harold Arlen · Text: Johnny Mercer                |                                              |
| "Anywhere" – I kväll och varje kväll                               | Musik: Jule Styne · Text: Sammy Cahn                     |                                              |
| "Aren't You Glad You're You?" – Klockorna i S:t Mary               | Musik: James Van Heusen · Text: Johnny Burke             |                                              |
| "The Cat and the Canary" – Why Girls Leave Home                    | Musik: Jay Livingston · Text: Ray Evans                  |                                              |
| "Endlessly" – Earl Carroll Vanities                                | Musik: Walter Kent · Text: Kim Gannon                    |                                              |
| "I Fall in Love Too Easily" – Säg det med sång                     | Musik: Jule Styne · Text: Sammy Cahn                     |                                              |
| "I'll Buy That Dream" – Sing Your Way Home                         | Musik: Allie Wrubel · Text: Herb Magidson                |                                              |
| "Linda" – Krigskorrespondenten                                     | Musik och Text: Ann Ronell                               |                                              |
| "Love Letters" – Kärleksbreven                                     | Musik: Victor Young · Text: Edward Heyman                |                                              |
| "More and More" – Med list och lust                                | Musik: Jerome Kern (postumt) · Text: Yip Harburg         |                                              |
| "Sleighride in July" – Guldgrävarbaletten                          | Musik: James Van Heusen · Text: Johnny Burke             |                                              |
| "So in Love" – Mirakelmannen                                       | Musik: David Rose · Text: Leo Robin                      |                                              |
| "Some Sunday Morning" – San Antonio                                | Musik: Ray Heindorf och M.K. Jerome · Text: Ted Koehler  |                                              |
| 1946 (19:e)                                                        |                                                          |                                              |
| "On the Atchison, Topeka and the Santa Fe" – Harvey Girls          | Musik: Harry Warren · Text: Johnny Mercer                |                                              |
| "All Through the Day" – Sommar med melodi                          | Musik: Jerome Kern (postumt) · Text: Oscar Hammerstein   |                                              |
| "I Can't Begin to Tell You" – Dolly Sisters                        | Musik: James V. Monaco (postumt) · Text: Mack Gordon     |                                              |
| "Ole Buttermilk Sky" – De drogo västerut                           | Musik: Hoagy Carmichael · Text: Jack Brooks              |                                              |
| "You Keep Coming Back Like a Song" – Blue Skies                    | Musik och Text: Irving Berlin                            |                                              |
| 1947 (20:e)                                                        |                                                          |                                              |
| "Zip-a-Dee-Doo-Dah" – Sången om Södern                             | Musik: Allie Wrubel · Text: Ray Gilbert                  |                                              |
| "A Gal in Calico" – Här kommer Broadway                            | Musik: Arthur Schwartz · Text: Leo Robin                 |                                              |
| "I Wish I Didn't Love You So" – Sensationernas kvinna              | Musik och Text: Frank Loesser                            |                                              |
| "Pass That Peace Pipe" – Leve kärleken                             | Musik och Text: Ralph Blane, Hugh Martin och Roger Edens |                                              |
| "You Do" – Skandal efter noter                                     | Musik: Josef Myrow · Text: Mack Gordon                   |                                              |
| 1948 (21:a)                                                        |                                                          |                                              |
| "Buttons and Bows" – Blekansiktet                                  | Musik: Jay Livingston · Text: Ray Evans                  |                                              |
| "For Every Man There's a Woman" – Casbah - den förbjudna staden    | Musik: Harold Arlen · Text: Leo Robin                    |                                              |
| "It's Magic" – På kryss till Rio                                   | Musik: Jule Styne · Text: Sammy Cahn                     |                                              |
| "This Is the Moment" – Damen i hermelin                            | Musik: Frederick Hollander · Text: Leo Robin             |                                              |
| "The Woody Woodpecker Song" – Wet Blanket Policy                   | Musik och Text: Ramey Idriss och George Tibbles          |                                              |
| 1949 (22:a)                                                        |                                                          |                                              |
| "Baby, It's Cold Outside" – Neptuns dotter                         | Musik och Text: Frank Loesser                            |                                              |
| "It's a Great Feeling" – Stjärnskott i Hollywood                   | Musik: Jule Styne · Text: Sammy Cahn                     |                                              |
| "Lavender Blue" – Det svarta fåret                                 | Musik: Eliot Daniel · Text: Larry Morey                  |                                              |
| "My Foolish Heart" – Mitt dåraktiga hjärta                         | Musik: Victor Young · Text: Ned Washington               |                                              |
| "Through a Long and Sleepless Night" – Nunnan och spelaren         | Musik: Alfred Newman · Text: Mack Gordon                 |                                              |

### 1950-talet
| År                                                                          | Sång / Film                                                              | Låtskrivare                                                 |
| 1950 (23:e)                                                                 |                                                                          |                                                             |
| --------------------------------------------------------------------------- | ------------------------------------------------------------------------ | ----------------------------------------------------------- |
| 1950 (23:e)                                                                 | "Mona Lisa" – Revansch!                                                  | Musik och Text: Ray Evans och Jay Livingston                |
| 1950 (23:e)                                                                 | "Be My Love" – Flödande toner                                            | Musik: Nicholas Brodzsky · Text: Sammy Cahn                 |
| 1950 (23:e)                                                                 | "Bibbidi-Bobbidi-Boo" – Askungen                                         | Musik och Text: Mack David, Al Hoffman och Jerry Livingston |
| 1950 (23:e)                                                                 | "Mule Train" – Sjungande pistoler                                        | Musik och Text: Fred Glickman, Hy Heath och Johnny Lange    |
| 1950 (23:e)                                                                 | "Wilhelmina" – Fröjdernas gata                                           | Musik: Josef Myrow · Text: Mack Gordon                      |
| 1951 (24:e)                                                                 |                                                                          |                                                             |
| "In the Cool, Cool, Cool of the Evening" – Här kommer brudgummen            | Musik: Hoagy Carmichael · Text: Johnny Mercer                            |                                                             |
| "Never" – Golden Girl                                                       | Musik: Lionel Newman · Text: Eliot Daniel                                |                                                             |
| "Wonder Why" – Två ska man vara                                             | Musik: Nicholas Brodszky · Text: Sammy Cahn                              |                                                             |
| "Too Late Now" – Kungligt bröllop                                           | Musik: Burton Lane · Text: Alan Jay Lerner                               |                                                             |
| "A Kiss to Build a Dream On" – Jazzen går vidare                            | Musik och Text: Burt Kalmar (postumt), Harry Ruby, och Oscar Hammerstein |                                                             |
| 1952 (25:e)                                                                 |                                                                          |                                                             |
| "High Noon (Do Not Forsake Me, Oh My Darlin')" – Sheriffen                  | Musik: Dimitri Tiomkin · Text: Ned Washington                            |                                                             |
| "Am I in Love" – Blekansiktets son                                          | Musik och Text: Jack Brooks                                              |                                                             |
| "Because You're Mine" – Jag sjunger för dig                                 | Musik: Nicholas Brodzsky · Text: Sammy Cahn                              |                                                             |
| "Thumbelina" – Hans Christian Andersen                                      | Musik och Text: Frank Loesser                                            |                                                             |
| "Zing a Little Zong" – Sjung med mig                                        | Musik: Harry Warren · Text: Leo Robin                                    |                                                             |
| 1953 (26:e)                                                                 |                                                                          |                                                             |
| "Secret Love" – Västerns vilda dotter                                       | Musik: Sammy Fain · Text: Paul Francis Webster                           |                                                             |
| "The Moon Is Blue" – Patty                                                  | Musik: Herschel Burke Gilbert · Text: Sylvia Fine                        |                                                             |
| "My Flaming Heart" – Kär i dag                                              | Musik: Nicholas Brodzsky · Text: Leo Robin                               |                                                             |
| "Sadie Thompson's Song (Blue Pacific Blues)" – Miss Sadie Thompson          | Musik: Lester Lee · Text: Ned Washington                                 |                                                             |
| "That's Amore" – Kuliga kumpaner                                            | Musik: Harry Warren · Text: Jack Brooks                                  |                                                             |
| 1954 (27:e)                                                                 |                                                                          |                                                             |
| "Three Coins in the Fountain" – Tre flickor i Rom                           | Musik: Jule Styne · Text: Sammy Cahn                                     |                                                             |
| "Count Your Blessings Instead of Sheep" – White Christmas                   | Musik och Text: Irving Berlin                                            |                                                             |
| "The High and the Mighty" – Mellan himmel och hav                           | Musik: Dimitri Tiomkin · Text: Ned Washington                            |                                                             |
| "Hold My Hand" – Susan sov hos mej                                          | Musik och Text: Jack Lawrence och Richard Myers                          |                                                             |
| "The Man that Got Away" – En stjärna föds                                   | Musik: Harold Arlen · Text: Ira Gershwin                                 |                                                             |
| 1955 (28:e)                                                                 |                                                                          |                                                             |
| "Love Is a Many-Splendored Thing" – Skimrande dagar                         | Musik: Sammy Fain · Text: Paul Francis Webster                           |                                                             |
| "I'll Never Stop Loving You" – Dej ska jag ha                               | Musik: Nicholas Brodzsky · Text: Sammy Cahn                              |                                                             |
| "Something's Gotta Give" – Pappa Långben                                    | Musik och Text: Johnny Mercer                                            |                                                             |
| "(Love Is) The Tender Trap" – Ljuva ungkarlstid                             | Musik: Jimmy Van Heusen · Text: Sammy Cahn                               |                                                             |
| "Unchained Melody" – Unchained                                              | Musik: Alex North · Text: Hy Zaret                                       |                                                             |
| 1956 (29:e)                                                                 |                                                                          |                                                             |
| "Que Sera, Sera (Whatever Will Be, Will Be)" – Mannen som visste för mycket | Musik och Text: Jay Livingston och Ray Evans                             |                                                             |
| "Friendly Persuasion" – Folket i den lyckliga dalen                         | Musik: Dimitri Tiomkin · Text: Paul Francis Webster                      |                                                             |
| "Julie (Doris Day song)" – Din in i döden                                   | Musik: Leith Stevens · Text: Tom Adair                                   |                                                             |
| "True Love" – En skön historia                                              | Musik och Text: Cole Porter                                              |                                                             |
| "Written on the Wind" – För alla vindar                                     | Musik: Victor Young (postumt) · Text: Sammy Cahn                         |                                                             |
| 1957 (30:e)                                                                 |                                                                          |                                                             |
| "All the Way" – Joker i leken                                               | Musik: Jimmy Van Heusen · Text: Sammy Cahn                               |                                                             |
| "An Affair to Remember" – Allt om kärlek                                    | Musik: Harry Warren · Text: Harold Adamson och Leo McCarey               |                                                             |
| "April Love" – Kärlek i april                                               | Musik: Sammy Fain · Text: Paul Francis Webster                           |                                                             |
| "Tammy" – Tammy and the Bachelor                                            | Musik och Text: Ray Evans och Jay Livingston                             |                                                             |
| "Wild Is the Wind" – Wild Is the Wind                                       | Musik: Dimitri Tiomkin · Text: Ned Washington                            |                                                             |
| 1958 (31:a)                                                                 |                                                                          |                                                             |
| "Gigi" – Gigi, ett lättfärdigt stycke                                       | Musik: Frederick Loewe · Text: Alan Jay Lerner                           |                                                             |
| "Almost in Your Arms" – Dada för tre                                        | Musik och Text: Jay Livingston och Ray Evans                             |                                                             |
| "A Certain Smile" – Något av ett leende                                     | Musik: Sammy Fain · Text: Paul Francis Webster                           |                                                             |
| "To Love and Be Loved" – Insats förlorad                                    | Musik: Jimmy Van Heusen · Text: Sammy Cahn                               |                                                             |
| "A Very Precious Love" – Leka med elden                                     | Musik: Sammy Fain · Text: Paul Francis Webster                           |                                                             |
| 1959 (32:a)                                                                 |                                                                          |                                                             |
| "High Hopes" – Livet är härligt                                             | Musik: Jimmy Van Heusen · Text: Sammy Cahn                               |                                                             |
| "The Best of Everything" – Alla mina drömmar                                | Musik: Alfred Newman · Text: Sammy Cahn                                  |                                                             |
| "The Five Pennies" – The Five Pennies                                       | Musik och Text: Sylvia Fine                                              |                                                             |
| "The Hanging Tree" – De hängdas trä                                         | Musik: Jerry Livingston · Text: Mack David                               |                                                             |
| "Strange Are the Ways of Love" – Landet utan lag                            | Musik: Dimitri Tiomkin · Text: Ned Washington                            |                                                             |

### 1960-talet
| År                                                                       | Sång / Film                                                              | Låtskrivare                                         |
| 1960 (33:e)                                                              |                                                                          |                                                     |
| ------------------------------------------------------------------------ | ------------------------------------------------------------------------ | --------------------------------------------------- |
| 1960 (33:e)                                                              | "Never on Sunday" – Aldrig på en söndag                                  | Musik och Text: Manos Hadjidakis                    |
| 1960 (33:e)                                                              | "The Facts of Life" – På vift fast gift                                  | Musik och Text: Johnny Mercer                       |
| 1960 (33:e)                                                              | "Faraway Part of Town" – Pepe                                            | Musik: André Previn · Text: Dory Previn             |
| 1960 (33:e)                                                              | "The Green Leaves of Summer" – The Alamo                                 | Musik: Dimitri Tiomkin · Text: Paul Francis Webster |
| 1960 (33:e)                                                              | "The Second Time Around" – High Time                                     | Musik: Jimmy Van Heusen · Text: Sammy Cahn          |
| 1961 (34:e)                                                              |                                                                          |                                                     |
| "Moon River" – Frukost på Tiffany's                                      | Musik: Henry Mancini · Text: Johnny Mercer                               |                                                     |
| "Bachelor in Paradise" – Ungkarl i paradiset                             | Musik: Henry Mancini · Text: Mack David                                  |                                                     |
| "Love Theme From El Cid (The Falcon and The Dove)" – El Cid              | Musik: Miklós Rózsa · Text: Paul Francis Webster                         |                                                     |
| "Pocketful of Miracles" – Fickan full av flax                            | Musik: Jimmy Van Heusen · Text: Sammy Cahn                               |                                                     |
| "Town Without Pity" – Town Without Pity                                  | Musik: Dimitri Tiomkin · Text: Ned Washington                            |                                                     |
| 1962 (35:e)                                                              |                                                                          |                                                     |
| "Days of Wine and Roses" – Dagen efter rosorna                           | Musik: Henry Mancini · Text: Johnny Mercer                               |                                                     |
| "Love Song From Mutiny on the Bounty (Follow Me)" – Mutiny on the Bounty | Musik: Bronisław Kaper · Text: Paul Francis Webster                      |                                                     |
| "Song From Two for the Seesaw (Second Chance)" – Two for the Seesaw      | Musik: André Previn · Text: Dory Previn                                  |                                                     |
| "Tender Is the Night" – Tender Is the Night                              | Musik: Sammy Fain · Text: Paul Francis Webster                           |                                                     |
| "Walk on the Wild Side" – Den heta vägen                                 | Musik: Elmer Bernstein · Text: Mack David                                |                                                     |
| 1963 (36:e)                                                              |                                                                          |                                                     |
| "Call Me Irresponsible" – Papa's Delicate Condition                      | Musik: Jimmy Van Heusen · Text: Sammy Cahn                               |                                                     |
| "Charade" – Charade                                                      | Musik: Henry Mancini · Text: Johnny Mercer                               |                                                     |
| "It's a Mad, Mad, Mad, Mad World" – En ding, ding, ding, ding värld      | Musik: Ernest Gold · Text: Mack David                                    |                                                     |
| "More" – Mondo Cane                                                      | Musik: Riz Ortolani och Nino Oliviero · Text: Norman Newell              |                                                     |
| "So Little Time" – 55 dagar i Peking                                     | Musik: Dimitri Tiomkin · Text: Paul Francis Webster                      |                                                     |
| 1964 (37:e)                                                              |                                                                          |                                                     |
| "Chim Chim Cher-ee" – Mary Poppins                                       | Musik och Text: Richard M. Sherman och Robert B. Sherman                 |                                                     |
| "Dear Heart" – En man för Eva                                            | Musik: Henry Mancini · Text: Jay Livingston och Ray Evans                |                                                     |
| "Hush, Hush, Sweet Charlotte" – Hysch, hysch, Charlotte!                 | Musik: Frank De Vol · Text: Mack David                                   |                                                     |
| "My Kind of Town" – 5 äss i leken                                        | Musik: Jimmy Van Heusen · Text: Sammy Cahn                               |                                                     |
| "Where Love Has Gone" – Mord på älskare                                  | Musik: Jimmy Van Heusen · Text: Sammy Cahn                               |                                                     |
| 1965 (38:e)                                                              |                                                                          |                                                     |
| "The Shadow of Your Smile" – Het strand                                  | Musik: Johnny Mandel · Text: Paul Francis Webster                        |                                                     |
| "The Ballad of Cat Ballou" – Cat Ballou skjuter skarpt                   | Musik: Jerry Livingston · Text: Mack David                               |                                                     |
| "I Will Wait for You" – Paraplyerna i Cherbourg                          | Musik: Michel Legrand · Text: Jacques Demy · Engelsk text: Norman Gimbel |                                                     |
| "The Sweetheart Tree" – The Great Race                                   | Musik: Henry Mancini · Text: Johnny Mercer                               |                                                     |
| "What's New Pussycat?" – Hej, pussycat                                   | Musik: Burt Bacharach · Text: Hal David                                  |                                                     |
| 1966 (39:e)                                                              |                                                                          |                                                     |
| "Born Free" – Född fri - Lejonet Elsa                                    | Musik: John Barry · Text: Don Black                                      |                                                     |
| "Alfie" – Fallet Alfie                                                   | Musik: Burt Bacharach · Text: Hal David                                  |                                                     |
| "Georgy Girl" – Georgy - En ploygirl                                     | Musik: Tom Springfield · Text: Jim Dale                                  |                                                     |
| "My Wishing Doll" – Hawaii                                               | Musik: Elmer Bernstein · Text: Mack David                                |                                                     |
| "A Time for Love" – Vi ses i helvetet, älskling                          | Musik: Johnny Mandel · Text: Paul Francis Webster                        |                                                     |
| 1967 (40:e)                                                              |                                                                          |                                                     |
| "Talk to the Animals" – Doktor Dolittle                                  | Musik och Text: Leslie Bricusse                                          |                                                     |
| "Bare Necessities" – Djungelboken                                        | Musik och Text: Terry Gilkyson                                           |                                                     |
| "The Eyes of Love" – Banning                                             | Musik: Quincy Jones · Text: Bob Russell                                  |                                                     |
| "The Look of Love" – Casino Royale                                       | Musik: Burt Bacharach · Text: Hal David                                  |                                                     |
| "Thoroughly Modern Millie" – Moderna Millie                              | Musik och Text: Jimmy Van Heusen och Sammy Cahn                          |                                                     |
| 1968 (41:a)                                                              |                                                                          |                                                     |
| "The Windmills of Your Mind" – Äventyraren Thomas Crown                  | Musik: Michel Legrand · Text: Alan Bergman och Marilyn Bergman           |                                                     |
| "Chitty Chitty Bang Bang" – Chitty Chitty Bang Bang                      | Musik och Text: Richard M. Sherman och Robert B. Sherman                 |                                                     |
| "For Love of Ivy" – Fästman sökes                                        | Musik: Quincy Jones · Text: Bob Russell                                  |                                                     |
| "Funny Girl" – Funny Girl                                                | Musik: Jule Styne · Text: Bob Merrill                                    |                                                     |
| "Star!" – Star!                                                          | Musik: Jimmy Van Heusen · Text: Sammy Cahn                               |                                                     |
| 1969 (42:a)                                                              |                                                                          |                                                     |
| "Raindrops Keep Fallin' on My Head" – Butch Cassidy och Sundance Kid     | Musik: Burt Bacharach · Text: Hal David                                  |                                                     |
| "Come Saturday Morning" – Pookie, uppkäftig men ful                      | Musik: Fred Karlin · Text: Dory Previn                                   |                                                     |
| "Jean" – Miss Brodies bästa år                                           | Musik och Text: Rod McKuen                                               |                                                     |
| "True Grit" – De sammanbitna                                             | Musik: Elmer Bernstein · Text: Don Black                                 |                                                     |
| "What Are You Doing the Rest of Your Life?" – I nöd och lust             | Musik: Michel Legrand · Text: Alan Bergman och Marilyn Bergman           |                                                     |

### 1970-talet
| År                                                                   | Sång / Film                                                     | Låtskrivare                                                    |
| 1970 (43:e)                                                          |                                                                 |                                                                |
| -------------------------------------------------------------------- | --------------------------------------------------------------- | -------------------------------------------------------------- |
| 1970 (43:e)                                                          | "For All We Know" – Älskare och andra skojare                   | Musik: Fred Karlin · Text: Robb Royer och Jimmy Griffin        |
| 1970 (43:e)                                                          | "Pieces of Dreams" – Men störst av allt är kärleken             | Musik: Michel Legrand · Text: Alan Bergman och Marilyn Bergman |
| 1970 (43:e)                                                          | "Thank You Very Much" – En spökhistoria                         | Musik och Text: Leslie Bricusse                                |
| 1970 (43:e)                                                          | "Till Love Touches Your Life" – Madron (1970                    | Musik: Riz Ortolani · Text: Arthur Hamilton                    |
| 1970 (43:e)                                                          | "Whistling Away the Dark" – Darling Lili                        | Musik: Henry Mancini · Text: Johnny Mercer                     |
| 1971 (44:e)                                                          |                                                                 |                                                                |
| "Theme from Shaft" – Mitt namn är Shaft                              | Musik och Text: Isaac Hayes                                     |                                                                |
| "The Age of Not Believing" – Sängknoppar och kvastskaft              | Musik och Text: Richard M. Sherman och Robert B. Sherman        |                                                                |
| "All His Children" – Hårt mot hårt                                   | Musik: Henry Mancini · Text: Alan Bergman och Marilyn Bergman   |                                                                |
| "Bless the Beasts and Children" – De utstötta                        | Musik och Text: Barry De Vorzon och Perry Botkin Jr.            |                                                                |
| "Life Is What You Make It" – Kotch                                   | Musik: Marvin Hamlisch · Text: Johnny Mercer                    |                                                                |
| 1972 (45:e)                                                          |                                                                 |                                                                |
| "The Morning After" – SOS Poseidon                                   | Musik och Text: Al Kasha och Joel Hirschhorn                    |                                                                |
| "Ben" – Råttorna slår till igen                                      | Musik: Walter Scharf · Text: Don Black                          |                                                                |
| "Come Follow, Follow Me" – The Little Ark                            | Musik: Fred Karlin · Text: Meg Karlin                           |                                                                |
| "Marmalade, Molasses & Honey" – Häng dom snabbt                      | Musik: Maurice Jarre · Text: Alan Bergman och Marilyn Bergman   |                                                                |
| "Strange Are the Ways of Love" – The Stepmother                      | Musik: Sammy Fain · Text: Paul Francis Webster                  |                                                                |
| 1973 (46:e)                                                          |                                                                 |                                                                |
| "The Way We Were" – Våra bästa år                                    | Musik: Marvin Hamlisch · Text: Alan Bergman och Marilyn Bergman |                                                                |
| "All That Love Went to Waste" – Kärlek börjar med kast               | Musik: George Barrie · Text: Sammy Cahn                         |                                                                |
| "Live and Let Die" – Leva och låta dö                                | Musik och Text: Paul McCartney och Linda McCartney              |                                                                |
| "Love" – Robin Hood                                                  | Musik: George Bruns · Text: Floyd Huddleston                    |                                                                |
| "Nice to Be Around" – Sjömannen och gatflickan                       | Musik: John Williams · Text: Paul Williams                      |                                                                |
| 1974 (47:e)                                                          |                                                                 |                                                                |
| "We May Never Love Like This Again" – Skyskrapan brinner!            | Musik och Text: Al Kasha och Joel Hirschhorn                    |                                                                |
| "Benji's Theme (I Feel Love)" – Benji - alla tiders hjälte           | Musik: Euel Box · Text: Betty E. Box                            |                                                                |
| "Blazing Saddles" – Det våras för sheriffen                          | Musik: John Morris · Text: Mel Brooks                           |                                                                |
| "Little Prince" – Den lille prinsen                                  | Musik: Frederick Loewe · Text: Alan Jay Lerner                  |                                                                |
| "Wherever Love Takes Me" – Gold                                      | Musik: Elmer Bernstein · Text: Don Black                        |                                                                |
| 1975 (48:e)                                                          |                                                                 |                                                                |
| "I'm Easy" – Nashville                                               | Musik och Text: Keith Carradine                                 |                                                                |
| "How Lucky Can You Get" – Funny Lady                                 | Musik och Text: Fred Ebb och John Kander                        |                                                                |
| "Now That We're In Love" – C.A.S.H.                                  | Musik: George Barrie · Text: Sammy Cahn                         |                                                                |
| "Richard's Window" – Ett fönster mot skyn                            | Musik: Charles Fox · Text: Norman Gimbel                        |                                                                |
| "Theme from Mahogany (Do You Know Where You're Going To)" – Mahogany | Musik: Michael Masser · Text: Gerry Goffin                      |                                                                |
| 1976 (49:e)                                                          |                                                                 |                                                                |
| "Evergreen (Love Theme from A Star Is Born)" – En stjärna föds       | Musik: Barbra Streisand · Text: Paul Williams                   |                                                                |
| "A World that Never Was" – Half a House                              | Musik: Sammy Fain · Text: Paul Francis Webster                  |                                                                |
| "Ave Satani" – Omen                                                  | Musik och Text: Jerry Goldsmith                                 |                                                                |
| "Come to Me" – Rosa Pantern slår igen                                | Musik: Henry Mancini · Text: Don Black                          |                                                                |
| "Gonna Fly Now" – Rocky                                              | Musik: Bill Conti · Text: Carol Connors och Ayn Robbins         |                                                                |
| 1977 (50:e)                                                          |                                                                 |                                                                |
| "You Light Up My Life" – You Light Up My Life                        | Musik och Text: Joseph Brooks                                   |                                                                |
| "Candle on the Water" – Peter och draken Elliott                     | Musik och Text: Al Kasha och Joel Hirschhorn                    |                                                                |
| "He Danced with Me/She Danced with Me" – Glasskon och rosen          | Musik och Text: Richard M. Sherman och Robert B. Sherman        |                                                                |
| "Nobody Does It Better" – Älskade spion                              | Musik: Marvin Hamlisch · Text: Carole Bayer Sager               |                                                                |
| "Someone's Waiting For You" – Bernard och Bianca                     | Musik: Sammy Fain · Text: Carol Connors                         |                                                                |
| 1978 (51:a)                                                          |                                                                 |                                                                |
| "Last Dance" – Thank God It's Friday                                 | Musik och Text: Paul Jabara                                     |                                                                |
| "Hopelessly Devoted to You" – Grease                                 | Musik och Text: John Farrar                                     |                                                                |
| "The Last Time I Felt Like This" – Samma tid nästa år                | Musik: Marvin Hamlisch · Text: Alan Bergman och Marilyn Bergman |                                                                |
| "Ready To Take a Chance Again" – Tjejen som visste för mycket        | Musik: Charles Fox · Text: Norman Gimbel                        |                                                                |
| "When You're Loved" – The Magic of Lassie                            | Musik och Text: Richard M. Sherman och Robert B. Sherman        |                                                                |
| 1979 (52:a)                                                          |                                                                 |                                                                |
| "It Goes Like It Goes" – Norma Rae                                   | Musik: David Shire · Text: Norman Gimbel                        |                                                                |
| "I'll Never Say Goodbye" – The Promise                               | Musik: David Shire · Text: Alan Bergman och Marilyn Bergman     |                                                                |
| "It's Easy To Say" – Blåst på konfekten                              | Musik: Henry Mancini · Text: Robert Wells                       |                                                                |
| "Rainbow Connection" – Mupparna                                      | Musik och Text: Paul Williams och Kenneth Ascher                |                                                                |
| "Through the Eyes of Love" – Isdrömmar                               | Musik: Marvin Hamlisch · Text: Carole Bayer Sager               |                                                                |

### 1980-talet
| År                                                                     | Sång / Film                                                                                       | Låtskrivare                                |
| 1980 (53:e)                                                            |                                                                                                   |                                            |
| ---------------------------------------------------------------------- | ------------------------------------------------------------------------------------------------- | ------------------------------------------ |
| 1980 (53:e)                                                            | "Fame" – Fame                                                                                     | Musik: Michael Gore · Text: Dean Pitchford |
| 1980 (53:e)                                                            | "9 to 5" – 9 till 5                                                                               | Musik och Text: Dolly Parton               |
| 1980 (53:e)                                                            | "On the Road Again" – Honeysuckle Rose                                                            | Musik och Text: Willie Nelson              |
| 1980 (53:e)                                                            | "Out Here On My Own" – Fame                                                                       | Musik: Michael Gore · Text: Lesley Gore    |
| 1980 (53:e)                                                            | "People Alone" – Tävlingen                                                                        | Musik: Lalo Schifrin · Text: Will Jennings |
| 1981 (54:e)                                                            |                                                                                                   |                                            |
| "Arthur's Theme (Best That You Can Do)" – En brud för mycket           | Musik och Text: Burt Bacharach, Carole Bayer Sager, Christopher Cross och Peter Allen             |                                            |
| "Endless Love" – Endless Love                                          | Musik och Text: Lionel Richie                                                                     |                                            |
| "The First Time It Happens" – Mupparnas nya äventyr                    | Musik och Text: Joe Raposo                                                                        |                                            |
| "For Your Eyes Only" – Ur dödlig synvinkel                             | Musik: Bill Conti · Text: Mick Leeson                                                             |                                            |
| "One More Hour" – Ragtime                                              | Musik och Text: Randy Newman                                                                      |                                            |
| 1982 (55:e)                                                            |                                                                                                   |                                            |
| "Up Where We Belong" – En officer och gentleman                        | Musik: Jack Nitzsche och Buffy Sainte-Marie · Text: Will Jennings                                 |                                            |
| "Eye of the Tiger" – Rocky III                                         | Musik och Text: Jim Peterik och Frankie Sullivan                                                  |                                            |
| "How Do You Keep the Music Playing?" – Tjejen som inte ville gifta sig | Musik: Michel Legrand · Text: Alan Bergman och Marilyn Bergman                                    |                                            |
| "If We Were In Love" – Den store Giorgio                               | Musik: John Williams · Text: Alan Bergman och Marilyn Bergman                                     |                                            |
| "It Might Be You" – Tootsie                                            | Musik: Dave Grusin · Text: Alan Bergman och Marilyn Bergman                                       |                                            |
| 1983 (56:e)                                                            |                                                                                                   |                                            |
| "Flashdance... What a Feeling" – Flashdance                            | Musik: Giorgio Moroder · Text: Keith Forsey och Irene Cara                                        |                                            |
| "Maniac" – Flashdance                                                  | Musik och Text: Michael Sembello och Dennis Matkosky                                              |                                            |
| "Over You" – På nåd och onåd                                           | Musik och Text: Austin Roberts och Bobby Hart                                                     |                                            |
| "Papa, Can You Hear Me?" – Yentl                                       | Musik: Michel Legrand · Text: Alan Bergman och Marilyn Bergman                                    |                                            |
| "The Way He Makes Me Feel" – Yentl                                     | Musik: Michel Legrand · Text: Alan Bergman och Marilyn Bergman                                    |                                            |
| 1984 (57:e)                                                            |                                                                                                   |                                            |
| "I Just Called to Say I Love You" – En tjej i rött                     | Musik och Text: Stevie Wonder                                                                     |                                            |
| "Against All Odds" – Mot alla odds                                     | Musik och Text: Phil Collins                                                                      |                                            |
| "Footloose" – Footloose                                                | Musik och Text: Kenny Loggins och Dean Pitchford                                                  |                                            |
| "Ghostbusters" – Ghostbusters – Spökligan                              | Musik och Text: Ray Parker Jr.                                                                    |                                            |
| "Let's Hear It for the Boy" – Footloose                                | Musik och Text: Tom Snow och Dean Pitchford                                                       |                                            |
| 1985 (58:e)                                                            |                                                                                                   |                                            |
| "Say You, Say Me" – Vita nätter                                        | Musik och Text: Lionel Richie                                                                     |                                            |
| "Miss Celie's Blues (Sister)" – Purpurfärgen                           | Musik: Quincy Jones och Rod Temperton · Text: Quincy Jones och Lionel Richie                      |                                            |
| "The Power of Love" – Tillbaka till framtiden                          | Musik: Chris Hayes och Johnny Colla · Text: Huey Lewis                                            |                                            |
| "Separate Lives" – Vita nätter                                         | Musik och Text: Stephen Bishop                                                                    |                                            |
| "Surprise Surprise" – A Chorus Line                                    | Musik: Marvin Hamlisch · Text: Edward Kleban                                                      |                                            |
| 1986 (59:e)                                                            |                                                                                                   |                                            |
| "Take My Breath Away" – Top Gun                                        | Musik: Giorgio Moroder · Text: Tom Whitlock                                                       |                                            |
| "Glory of Love" – Karate Kid II: Mästarprovet                          | Musik: Peter Cetera och David Foster · Text: Peter Cetera och Diane Nini                          |                                            |
| "Life in a Looking Glass" – Sånt är livet                              | Musik: Henry Mancini · Text: Leslie Bricusse                                                      |                                            |
| "Mean Green Mother From Outer Space" – Little Shop of Horrors          | Musik: Alan Menken · Text: Howard Ashman                                                          |                                            |
| "Somewhere Out There" – Resan till Amerika                             | Musik: James Horner och Barry Mann · Text: Cynthia Weil                                           |                                            |
| 1987 (60:e)                                                            |                                                                                                   |                                            |
| "(I've Had) The Time of My Life" – Dirty Dancing                       | Musik: Franke Previte, John DeNicola och Donald Markowitz · Text: Franke Previte                  |                                            |
| "Cry Freedom" – Ett rop på frihet                                      | Musik och Text: George Fenton och Jonas Gwangwa                                                   |                                            |
| "Nothing's Gonna Stop Us Now" – Skyltdockan                            | Musik och Text: Albert Hammond och Diane Warren                                                   |                                            |
| "Shakedown" – Snuten i Hollywood II                                    | Musik: Harold Faltermeyer och Keith Forsey · Text: Harold Faltermeyer, Keith Forsey och Bob Seger |                                            |
| "Storybook Love" – Bleka dödens minut                                  | Musik och Text: Willy DeVille                                                                     |                                            |
| 1988 (61:a)                                                            |                                                                                                   |                                            |
| "Let the River Run" – Working Girl                                     | Musik och Text: Carly Simon                                                                       |                                            |
| "Calling You" – Bagdad Café                                            | Musik och Text: Bob Telson                                                                        |                                            |
| "Two Hearts" – Buster                                                  | Musik: Lamont Dozier · Text: Phil Collins                                                         |                                            |
| 1989 (62:a)                                                            |                                                                                                   |                                            |
| "Under the Sea" – Den lilla sjöjungfrun                                | Musik: Alan Menken · Text: Howard Ashman                                                          |                                            |
| "After All" – I sjunde himlen                                          | Musik: Tom Snow · Text: Dean Pitchford                                                            |                                            |
| "The Girl Who Used To Be Me" – Shirley Valentine                       | Musik: Marvin Hamlisch · Text: Alan Bergman och Marilyn Bergman                                   |                                            |
| "I Love To See You Smile" – Föräldraskap                               | Musik och Text: Randy Newman                                                                      |                                            |
| "Kiss the Girl" – Den lilla sjöjungfrun                                | Musik: Alan Menken · Text: Howard Ashman                                                          |                                            |

### 1990-talet
| År                                                                  | Sång / Film | Låtskrivare                                  |
| 1990 (63:e)                                                         | |                                              |
| ------------------------------------------------------------------- | --- | -------------------------------------------- |
| 1990 (63:e)                                                         | "Sooner or Later" – Dick Tracy                                                                                    | Musik och Text: Stephen Sondheim             |
| 1990 (63:e)                                                         | "Blaze of Glory" – Young Guns II                                                                                  | Musik och Text: Jon Bon Jovi                 |
| 1990 (63:e)                                                         | "I'm Checkin' Out" – Vykort från drömfabriken                                                                     | Musik och Text: Shel Silverman               |
| 1990 (63:e)                                                         | "Promise Me You'll Remember" – Gudfadern del III                                                                  | Musik: Carmine Coppola · Text: John Bettis   |
| 1990 (63:e)                                                         | "Somewhere in My Memory" – Ensam hemma                                                                            | Musik: John Williams · Text: Leslie Bricusse |
| 1991 (64:e)                                                         | |                                              |
| "Beauty and the Beast" – Skönheten och odjuret                      | Musik: Alan Menken · Text: Howard Ashman (postum vinnare)                                                         |                                              |
| "Be Our Guest" – Skönheten och odjuret                              | Musik: Alan Menken · Text: Howard Ashman (postum nominering)                                                      |                                              |
| "Belle" – Skönheten och odjuret                                     | Musik: Alan Menken · Text: Howard Ashman (postum nominering)                                                      |                                              |
| "(Everything I Do) I Do It for You" – Robin Hood: Prince of Thieves | Musik: Michael Kamen · Text: Bryan Adams och Robert John Lange                                                    |                                              |
| "When You're Alone" – Hook                                          | Musik: John Williams · Text: Leslie Bricusse                                                                      |                                              |
| 1992 (65:e)                                                         | |                                              |
| "A Whole New World" – Aladdin                                       | Musik: Alan Menken · Text: Tim Rice                                                                               |                                              |
| "Beautiful Maria of My Soul" – Mambo Kings                          | Musik: Robert Kraft · Text: Arne Glimcher                                                                         |                                              |
| "Friend Like Me" – Aladdin                                          | Musik: Alan Menken · Text: Howard Ashman (postum nominering)                                                      |                                              |
| "I Have Nothing" – Bodyguard                                        | Musik: David Foster · Text: Linda Thompson                                                                        |                                              |
| "Run to You" – Bodyguard                                            | Musik: Jud J. Friedman · Text: Allan Dennis Rich                                                                  |                                              |
| 1993 (66:e)                                                         | |                                              |
| "Streets of Philadelphia" – Philadelphia                            | Musik och Text: Bruce Springsteen                                                                                 |                                              |
| "A Wink and a Smile" – Sömnlös i Seattle                            | Musik: Marc Shaiman · Text: Ramsey McLean                                                                         |                                              |
| "Again" – Poetic Justice                                            | Musik och Text: Janet Jackson, Jimmy Jam och Terry Lewis                                                          |                                              |
| "The Day I Fall in Love" – Beethovens tvåa                          | Musik och Text: Carole Bayer Sager, James Ingram och Clif Magness                                                 |                                              |
| "Philadelphia" – Philadelphia                                       | Musik och Text: Neil Young                                                                                        |                                              |
| 1994 (67:e)                                                         | |                                              |
| "Can You Feel the Love Tonight" – Lejonkungen                       | Musik: Elton John · Text: Tim Rice                                                                                |                                              |
| "Circle of Life" – Lejonkungen                                      | Musik: Elton John · Text: Tim Rice                                                                                |                                              |
| "Hakuna Matata" – Lejonkungen                                       | Musik: Elton John · Text: Tim Rice                                                                                |                                              |
| "Look What Love Has Done" – Junior                                  | Musik och Text: Carole Bayer Sager, James Newton Howard, James Ingram och Patty Smyth                             |                                              |
| "Make Up Your Mind" – Press-stopp!                                  | Musik och Text: Randy Newman                                                                                      |                                              |
| 1995 (68:e)                                                         | |                                              |
| "Colors of the Wind" – Pocahontas                                   | Musik: Alan Menken · Text: Stephen Schwartz                                                                       |                                              |
| "Dead Man Walkin'" – Dead Man Walking                               | Musik och Text: Bruce Springsteen                                                                                 |                                              |
| "Have You Ever Really Loved a Woman?" – Don Juan DeMarco            | Musik och Text: Michael Kamen, Bryan Adams och Robert Lange                                                       |                                              |
| "Moonlight" – Sabrina                                               | Musik: John Williams · Text: Alan Bergman och Marilyn Bergman                                                     |                                              |
| "You've Got a Friend In Me" – Toy Story                             | Musik och Text: Randy Newman                                                                                      |                                              |
| 1996 (69:e)                                                         | |                                              |
| "You Must Love Me" – Evita                                          | Musik: Andrew Lloyd Webber · Text: Tim Rice                                                                       |                                              |
| "Because You Loved Me" – Tid att älska                              | Musik och Text: Diane Warren                                                                                      |                                              |
| "For the First Time" – En underbar dag                              | Musik och Text: James Newton Howard, Jud J. Friedman och Allan Dennis Rich                                        |                                              |
| "I Finally Found Someone" – Kärlekens båda ansikten                 | Musik och Text: Barbra Streisand, Marvin Hamlisch, Bryan Adams och Robert Lange                                   |                                              |
| "That Thing You Do" – That Thing You Do                             | Musik och Text: Adam Schlesinger                                                                                  |                                              |
| 1997 (70:e)                                                         | |                                              |
| "My Heart Will Go On" – Titanic                                     | Musik: James Horner · Text: Will Jennings                                                                         |                                              |
| "Go the Distance" – Herkules                                        | Musik: Alan Menken · Text: David Zippel                                                                           |                                              |
| "How Do I Live" – Con Air                                           | Musik och Text: Diane Warren                                                                                      |                                              |
| "Journey to the Past" – Anastasia                                   | Musik: Stephen Flaherty · Text: Lynn Ahrens                                                                       |                                              |
| "Miss Misery" – Will Hunting                                        | Musik och Text: Elliott Smith                                                                                     |                                              |
| 1998 (71:a)                                                         | |                                              |
| "When You Believe" – Prinsen av Egypten                             | Musik och Text: Stephen Schwartz                                                                                  |                                              |
| "A Soft Place to Fall" – Mannen som kunde tala med hästar           | Musik och Text: Allison Moorer och Gwil Owen                                                                      |                                              |
| "I Don't Want to Miss a Thing" – Armageddon                         | Musik och Text: Diane Warren                                                                                      |                                              |
| "The Prayer" – Det magiska svärdet - kampen om Camelot              | Musik: Carole Bayer Sager och David Foster · Text: Carole Bayer Sager, David Foster, Tony Renis och Alberto Testa |                                              |
| "That'll Do" – Babe – en gris kommer till stan                      | Musik och Text: Randy Newman                                                                                      |                                              |
| 1999 (72:a)                                                         | |                                              |
| "You'll Be in My Heart" – Tarzan                                    | Musik och Text: Phil Collins                                                                                      |                                              |
| "Blame Canada" – South Park: Bigger Longer & Uncut                  | Musik och Text: Trey Parker och Marc Shaiman                                                                      |                                              |
| "Music of My Heart" – Music of the Heart                            | Musik och Text: Diane Warren                                                                                      |                                              |
| "Save Me" – Magnolia                                                | Musik och Text: Aimee Mann                                                                                        |                                              |
| "When She Loved Me" – Toy Story 2                                   | Musik och Text: Randy Newman                                                                                      |                                              |

### 2000-talet
| År                                                             | Sång / Film | Låtskrivare                                                |
| 2000 (73:e)                                                    | |                                                            |
| -------------------------------------------------------------- | --- | ---------------------------------------------------------- |
| 2000 (73:e)                                                    | "Things Have Changed" – Wonder Boys | Musik och Text: Bob Dylan                                  |
| 2000 (73:e)                                                    | "A Fool in Love" – Släkten är värst | Musik och Text: Randy Newman                               |
| 2000 (73:e)                                                    | "A Love Before Time" – Crouching Tiger, Hidden Dragon                                                                                        | Musik: Jorge Calandrelli och Tan Dun · Text: James Schamus |
| 2000 (73:e)                                                    | "I've Seen It All" – Dancer in the Dark | Musik: Björk · Text: Lars von Trier och Sjón               |
| 2000 (73:e)                                                    | "My Funny Friend and Me" – Kejsarens nya stil                                                                                                | Musik: Sting och David Hartley · Text: Sting               |
| 2001 (74:e)                                                    | |                                                            |
| "If I Didn't Have You" – Monsters, Inc.                        | Musik och Text: Randy Newman |                                                            |
| "May It Be" – Sagan om ringen                                  | Musik och Text: Enya, Nicky Ryan och Roma Ryan                                                                                               |                                                            |
| "There You'll Be" – Pearl Harbor                               | Musik och Text: Diane Warren |                                                            |
| "Until..." – Kate & Leopold                                    | Musik och Text: Sting |                                                            |
| "Vanilla Sky" – Vanilla Sky                                    | Musik och Text: Paul McCartney |                                                            |
| 2002 (75:e)                                                    | |                                                            |
| "Lose Yourself" – 8 Mile                                       | Musik: Eminem, Jeff Bass och Luis Resto · Text: Eminem                                                                                       |                                                            |
| "Burn It Blue" – Frida                                         | Musik: Elliot Goldenthal · Text: Julie Taymor                                                                                                |                                                            |
| "Father and Daughter" – Den vilda familjen Thornberry – filmen | Musik och Text: Paul Simon |                                                            |
| "The Hands That Built America" – Gangs of New York             | Musik och Text: Paul Hewson, Dave Evans, Adam Clayton och Larry Mullen Jr                                                                    |                                                            |
| "I Move On" – Chicago                                          | Musik: John Kander · Text: Fred Ebb |                                                            |
| 2003 (76:e)                                                    | |                                                            |
| "Into the West" – Sagan om konungens återkomst                 | Musik och Text: Fran Walsh, Howard Shore och Annie Lennox                                                                                    |                                                            |
| "A Kiss at the End of the Rainbow" – A Mighty Wind             | Musik och Text: Michael McKean och Annette O'Toole                                                                                           |                                                            |
| "Belleville Rendez-vous" – Trion från Belleville               | Musik: Benoît Charest · Text: Sylvain Chomet                                                                                                 |                                                            |
| "The Scarlet Tide" – Åter till Cold Mountain                   | Musik och Text: T Bone Burnett och Elvis Costello                                                                                            |                                                            |
| "You Will Be My Ain True Love" – Åter till Cold Mountain       | Musik och Text: Sting |                                                            |
| 2004 (77:e)                                                    | |                                                            |
| "Al otro lado del río" – Dagbok från en motorcykel             | Musik och Text: Jorge Drexler |                                                            |
| "Accidentally in Love" – Shrek 2                               | Musik: Adam Duritz, Charlie Gillingham, Jim Bogios, David Immerglück, Matthew Malley och David Bryson · Text: Adam Duritz och Daniel Vickrey |                                                            |
| "Believe" – Polarexpressen                                     | Musik och Text: Glen Ballard och Alan Silvestri                                                                                              |                                                            |
| "Learn to Be Lonely" – Fantomen på Operan                      | Musik: Andrew Lloyd Webber · Text: Charles Hart                                                                                              |                                                            |
| "Look to Your Path" – Gosskören                                | Musik: Bruno Coulais · Text: Christophe Barratier                                                                                            |                                                            |
| 2005 (78:e)                                                    | |                                                            |
| "It's Hard out Here for a Pimp" – Hustle & Flow                | Musik och Text: Juicy J, Frayser Boy och DJ Paul                                                                                             |                                                            |
| "In the Deep" – Crash                                          | Musik: Kathleen York och Michael Becker · Text: Kathleen York                                                                                |                                                            |
| "Travelin' Thru" – Transamerica                                | Musik och Text: Dolly Parton |                                                            |
| 2006 (79:e)                                                    | |                                                            |
| "I Need to Wake Up" – En obekväm sanning                       | Musik och Text: Melissa Etheridge |                                                            |
| "Listen" – Dreamgirls                                          | Musik: Henry Krieger och Scott Cutler · Text: Anne Preven                                                                                    |                                                            |
| "Love You I Do" – Dreamgirls                                   | Musik: Henry Krieger · Text: Siedah Garrett                                                                                                  |                                                            |
| "Our Town" – Bilar                                             | Musik och Text: Randy Newman |                                                            |
| "Patience" – Dreamgirls                                        | Musik: Henry Krieger · Text: Willie Reale |                                                            |
| 2007 (80:e)                                                    | |                                                            |
| "Falling Slowly" – Once                                        | Musik och Text: Glen Hansard och Markéta Irglová                                                                                             |                                                            |
| "Happy Working Song" – Förtrollad                              | Musik: Alan Menken · Text: Stephen Schwartz                                                                                                  |                                                            |
| "Raise It Up" – August Rush                                    | Musik och Text: Jamal Joseph, Charles Mack och Tevin Thomas                                                                                  |                                                            |
| "So Close" – Förtrollad                                        | Musik: Alan Menken · Text: Stephen Schwartz                                                                                                  |                                                            |
| "That's How You Know" – Förtrollad                             | Musik: Alan Menken · Text: Stephen Schwartz                                                                                                  |                                                            |
| 2008 (81:a)                                                    | |                                                            |
| "Jai Ho" – Slumdog Millionaire                                 | Musik: A.R. Rahman · Text: Gulzar |                                                            |
| "Down to Earth" – WALL-E                                       | Musik: Peter Gabriel och Thomas Newman · Text: Peter Gabriel                                                                                 |                                                            |
| "O... Saya" – Slumdog Millionaire                              | Musik och Text: A.R. Rahman och M.I.A. |                                                            |
| 2009 (82:a)                                                    | |                                                            |
| "The Weary Kind" – Crazy Heart                                 | Musik och Text: Ryan Bingham och T Bone Burnett                                                                                              |                                                            |
| "Almost There" – Prinsessan och grodan                         | Musik och Text: Randy Newman |                                                            |
| "Down in New Orleans" – Prinsessan och grodan                  | Musik och Text: Randy Newman |                                                            |
| "Loin de Paname" – Paris 36                                    | Musik: Reinhardt Wagner · Text: Frank Thomas                                                                                                 |                                                            |
| "Take It All" – Nine                                           | Musik och Text: Maury Yeston |                                                            |

### 2010-talet
| År                                                 | Sång                                       | Film                                                                     | Låtskrivare – Musik (m) / Text (t)                                                         |
| -------------------------------------------------- | ------------------------------------------ | ------------------------------------------------------------------------ | ------------------------------------------------------------------------------------------ |
| 2010 (83:e)                                        | "We Belong Together"                       | Toy Story 3                                                              | Randy Newman                                                                               |
| 2010 (83:e)                                        | "Coming Home"                              | Country Strong                                                           | Tom Douglas, Hillary Lindsey och Troy Verges                                               |
| 2010 (83:e)                                        | "I See the Light"                          | Trassel                                                                  | Alan Menken (m) och Glenn Slater (t)                                                       |
| 2010 (83:e)                                        | "If I Rise"                                | 127 timmar                                                               | A.R. Rahman (m), Dido Armstrong (t) och Rollo Armstrong (t)                                |
| 2011 (84:e)                                        | "Man or Muppet"                            | Mupparna                                                                 | Bret McKenzie                                                                              |
| 2011 (84:e)                                        | "Real in Rio"                              | Rio                                                                      | Sérgio Mendes (m), Carlinhos Brown (m) och Siedah Garrett (t)                              |
| 2012 (85:e)                                        | "Skyfall"                                  | Skyfall                                                                  | Adele och Paul Epworth                                                                     |
| 2012 (85:e)                                        | "Before My Time"                           | Chasing Ice                                                              | J. Ralph                                                                                   |
| 2012 (85:e)                                        | "Everybody Needs a Best Friend"            | Ted                                                                      | Walter Murphy (m) och Seth MacFarlane (t)                                                  |
| 2012 (85:e)                                        | "Pi's Lullaby"                             | Berättelsen om Pi                                                        | Mychael Danna (m) och Bombay Jayashri (t)                                                  |
| 2012 (85:e)                                        | "Suddenly"                                 | Les Misérables                                                           | Claude-Michel Schönberg (m), Herbert Kretzmer (t) och Alain Boublil (t)                    |
| 2013 (86:e)                                        |                                            |                                                                          |                                                                                            |
| "Let It Go"                                        | Frost                                      | Kristen Anderson-Lopez och Robert Lopez                                  |                                                                                            |
| "Happy"                                            | Dumma mej 2                                | Pharrell Williams                                                        |                                                                                            |
| "The Moon Song"                                    | Her                                        | Karen O (m/t) och Spike Jonze (t)                                        |                                                                                            |
| "Ordinary Love"                                    | Mandela – Vägen till frihet                | Paul Hewson (m/t), Dave Evans (m), Adam Clayton (m) och Larry Mullen (m) |                                                                                            |
| "Alone Yet Not Alone" (diskvalificerad nominering) | Alone Yet Not Alone                        | Bruce Broughton (m) och Dennis Spiegel (t)                               |                                                                                            |
| 2014 (87:e)                                        | "Glory"                                    | Selma                                                                    | Lonnie Lynn och John Stephens                                                              |
| 2014 (87:e)                                        | "Everything Is Awesome"                    | Lego-filmen                                                              | Shawn Patterson                                                                            |
| 2014 (87:e)                                        | "Grateful"                                 | Beyond the Lights                                                        | Diane Warren                                                                               |
| 2014 (87:e)                                        | "I'm Not Gonna Miss You"                   | Glen Campbell: I'll Be Me                                                | Glen Campbell och Julian Raymond                                                           |
| 2014 (87:e)                                        | "Lost Stars"                               | Sånger från Manhattan                                                    | Gregg Alexander och Danielle Brisebois                                                     |
| 2015 (88:e)                                        | "Writing's on the Wall"                    | Spectre                                                                  | Sam Smith och Jimmy Napes                                                                  |
| 2015 (88:e)                                        | "Earned It"                                | Fifty Shades of Grey                                                     | Abel Tesfaye, Ahmad Balshe, Jason "DaHeala" Quenneville och Stephan Moccio                 |
| 2015 (88:e)                                        | "Manta Ray"                                | Racing Extinction                                                        | J. Ralph (m) och Anohni (t)                                                                |
| 2015 (88:e)                                        | "Simple Song #3"                           | Youth                                                                    | David Lang                                                                                 |
| 2015 (88:e)                                        | "Til It Happens to You"                    | The Hunting Ground                                                       | Diane Warren och Lady Gaga                                                                 |
| 2016 (89:e)                                        | "City of Stars"                            | La La Land                                                               | Justin Hurwitz (m), Benj Pasek (t) och Justin Paul (t)                                     |
| 2016 (89:e)                                        | "Audition (The Fools Who Dream)"           | La La Land                                                               | Justin Hurwitz (m), Benj Pasek (t) och Justin Paul (t)                                     |
| 2016 (89:e)                                        | "Can't Stop the Feeling!"                  | Trolls                                                                   | Justin Timberlake, Max Martin och Karl Johan Schuster                                      |
| 2016 (89:e)                                        | "The Empty Chair"                          | Jim: The James Foley Story                                               | J. Ralph och Sting                                                                         |
| 2016 (89:e)                                        | "How Far I'll Go"                          | Vaiana                                                                   | Lin-Manuel Miranda                                                                         |
| 2017 (90:e)                                        | "Remember Me"                              | Coco                                                                     | Kristen Anderson-Lopez och Robert Lopez                                                    |
| 2017 (90:e)                                        | "Mighty River"                             | Mudbound                                                                 | Mary J. Blige, Raphael Saadiq och Taura Stinson                                            |
| 2017 (90:e)                                        | "Mystery of Love"                          | Call Me by Your Name                                                     | Sufjan Stevens                                                                             |
| 2017 (90:e)                                        | "Stand Up for Something"                   | Marshall                                                                 | Diane Warren (m/t) och Lonnie R. Lynn (t)                                                  |
| 2017 (90:e)                                        | "This Is Me"                               | The Greatest Showman                                                     | Benj Pasek och Justin Paul                                                                 |
| 2018 (91:a)                                        | "Shallow"                                  | A Star Is Born                                                           | Lady Gaga, Mark Ronson, Anthony Rossomando och Andrew Wyatt                                |
| 2018 (91:a)                                        | "All the Stars"                            | Black Panther                                                            | Mark Spears (m), Kendrick Lamar Duckworth (m/t), Anthony Tiffith (m/t) och Solana Rowe (t) |
| 2018 (91:a)                                        | "I'll Fight"                               | RBG                                                                      | Diane Warren                                                                               |
| 2018 (91:a)                                        | "The Place Where Lost Things Go"           | Mary Poppins kommer tillbaka                                             | Marc Shaiman (m/t) och Scott Wittman (t)                                                   |
| 2018 (91:a)                                        | "When a Cowboy Trades His Spurs for Wings" | The Ballad of Buster Scruggs                                             | David Rawlings och Gillian Welch                                                           |
| 2019 (92:a)                                        | "(I'm Gonna) Love Me Again"                | Rocketman                                                                | Elton John (m) och Bernie Taupin (t)                                                       |
| 2019 (92:a)                                        | "I Can't Let You Throw Yourself Away"      | Toy Story 4                                                              | Randy Newman                                                                               |
| 2019 (92:a)                                        | "I'm Standing With You"                    | Breakthrough                                                             | Diane Warren                                                                               |
| 2019 (92:a)                                        | "Into the Unknown"                         | Frost 2                                                                  | Kristen Anderson-Lopez och Robert Lopez                                                    |
| 2019 (92:a)                                        | "Stand Up"                                 | Harriet                                                                  | Cynthia Erivo och Joshuah Brian Campbell                                                   |

### 2020-talet
| År             | Sång                               | Film                                            | Låtskrivare – Musik (m) / Text (t)                                   |
| -------------- | ---------------------------------- | ----------------------------------------------- | -------------------------------------------------------------------- |
| 2020/21 (93:e) | "Fight for You"                    | Judas and the Black Messiah                     | D'Mile (m), H.E.R. (m/t) och Tiara Thomas (t)                        |
| 2020/21 (93:e) | "Hear My Voice"                    | The Trial of the Chicago 7                      | Daniel Pemberton (m/t) och Celeste (t)                               |
| 2020/21 (93:e) | "Husavik"                          | Eurovision Song Contest: The Story of Fire Saga | Rickard Göransson, Fat Max Gsus och Savan Kotecha                    |
| 2020/21 (93:e) | "Io sì"                            | The Life Ahead                                  | Diane Warren (m/t) och Laura Pausini (t)                             |
| 2020/21 (93:e) | "Speak Now"                        | One Night in Miami...                           | Sam Ashworth och Leslie Odom Jr.                                     |
| 2021 (94:e)    | "No Time to Die"                   | No Time to Die                                  | Billie Eilish och Finneas O'Connell                                  |
| 2021 (94:e)    | "Be Alive"                         | King Richard                                    | DIXSON och Beyoncé Knowles-Carter                                    |
| 2021 (94:e)    | "Dos Oruguitas"                    | Encanto                                         | Lin-Manuel Miranda                                                   |
| 2021 (94:e)    | "Down to Joy"                      | Belfast                                         | Van Morrison                                                         |
| 2021 (94:e)    | "Somehow You Do"                   | Four Good Days                                  | Diane Warren                                                         |
| 2022 (95:e)    | "Naatu Naatu"                      | RRR                                             | M. M. Keeravani (m) och Chandrabose (t)                              |
| 2022 (95:e)    | "Applause"                         | Tell It Like a Woman                            | Diane Warren                                                         |
| 2022 (95:e)    | "Hold My Hand"                     | Top Gun: Maverick                               | Lady Gaga och BloodPop                                               |
| 2022 (95:e)    | "Lift Me Up"                       | Black Panther: Wakanda Forever                  | Tems (m/t), Rihanna (m), Ryan Coogler (m/t) och Ludwig Göransson (m) |
| 2022 (95:e)    | "This Is a Life"                   | Everything Everywhere All at Once               | Ryan Lott (m/t), David Byrne (m/t) och Mitski (m)                    |
| 2023 (96:e)    | "What Was I Made For?"             | Barbie                                          | Billie Eilish och Finneas O'Connell                                  |
| 2023 (96:e)    | "The Fire Inside"                  | Flamin' Hot                                     | Diane Warren                                                         |
| 2023 (96:e)    | "I'm Just Ken"                     | Barbie                                          | Mark Ronson och Andrew Wyatt                                         |
| 2023 (96:e)    | "It Never Went Away"               | American Symphony                               | Jon Batiste och Dan Wilson                                           |
| 2023 (96:e)    | "Wahzhazhe (A Song For My People)" | Killers of the Flower Moon                      | Scott George                                                         |
| 2024 (97:e)    | "El Mal"                           | Emilia Pérez                                    | Clément Ducol (m/t), Camille (m/t) och Jacques Audiard (t)           |
| 2024 (97:e)    | "The Journey"                      | The Six Triple Eight                            | Diane Warren                                                         |
| 2024 (97:e)    | "Like a Bird"                      | Sing Sing                                       | Abraham Alexander och Adrian Quesada                                 |
| 2024 (97:e)    | "Mi Camino"                        | Emilia Pérez                                    | Camille och Clément Ducol                                            |
| 2024 (97:e)    | "Never Too Late"                   | Elton John: Never Too Late                      | Elton John, Brandi Carlile, Andrew Watt och Bernie Taupin            |

## Vinnare med flera vinster
Antalet nomineringar inom parentes.
- 4: Sammy Cahn (26)
- 4: Alan Menken (14)
- 4: Johnny Mercer (18)
- 4: Jimmy Van Heusen (14)
- 3: Ray Evans (7)
- 3: Jay Livingston (7)
- 3: Tim Rice (5)
- 3: Harry Warren (11)
- 3: Paul Francis Webster (16)
- 2: Kristen Anderson-Lopez (3)
- 2: Howard Ashman (7)
- 2: Burt Bacharach (5)
- 2: Alan Bergman (15)
- 2: Marilyn Bergman (15)
- 2: Billie Eilish (2)
- 2: Sammy Fain (10)
- 2: Oscar Hammerstein II (5)
- 2: Joel Hirschhorn (3)
- 2: Will Jennings (3)
- 2: Elton John (5)
- 2: Al Kasha (3)
- 2: Jerome Kern (7)
- 2: Robert Lopez (3)
- 2: Henry Mancini (11)
- 2: Giorgio Moroder (2)
- 2: Randy Newman (12)
- 2: Finneas O'Connell (2)
- 2: Stephen Schwartz (5)
- 2: Ned Washington (11)